# BSブランチ Teen Up
BSブランチ Teen Up（ビーエスブランチ ティーンアップ BS BRUNCH Teen Up）は、2007年4月7日から6月23日まで毎週土曜日11:53～11:59（以降、時刻表記はすべてJST）にBS-iで放送されていた、MEILINがMCの情報バラエティ番組。
かつて『王様のブランチ』第1部、『BSブランチ』（11:42～11:53）の後に放送された番組で、同番組ではTeen（ティーン）によるTeenのための流行とエンタメ情報を先取りしてピックアップし、今話題の音楽・映画情報を放送していた。6月30日以降の11:53～11:59枠は「iしたい。」を放送している。

## 番組概要
- 放送時間帯は11:53～11:59（地上波TBS系では「JNNニュース」を放送）、ステレオ放送。
- BS-iオリジナル番組のため、テロップを出す時は両端サイドのゾーン（16:9）までフルに使用している。
- 番組中に流れていた曲はMEILIN「イノセントガール」。

## 出演者
- MEILIN
- その他、毎週変わるTeen Upガールズの4人が登場していた。

## カゲアナ
※いずれもTBSアナウンサー
- 山田愛里（#1~#6）
- 岡村仁美（#7~#10）

いわゆる「天の声」として番組内でMEILINとTeen Upガールズに質問をしそこからトークを広げていった。

## 番組内容
※左が映画、右が音楽
2007年
- ＃1 （4月7日） 「バベル」、「アンジェラ・アキ/サクラ色」
- ＃2 （4月14日） 「スパイダーマン3」、「YUI/CAN'T BUY MY LOVE」
- ＃3 （4月21日） 「パイレーツ・オブ・カリビアン/ワールド・エンド」、「MEILIN/イノセントガール」
- ＃4 （4月28日） 「シュレック3」、「オレンジレンジ/イカSUMMER」
- ＃5 （5月5日・12日） なし（MEILINとTeen Upガールの番組未放送ティーントーク）
- ＃6 （5月19日・26日） 「女帝 ［エンペラー］」、「竹内まりや/Denim」
- ＃7 （6月2日・23日） 「ハリー・ポッターと不死鳥の騎士団」、「リア・ディゾン/恋しよう♪」

## その他
- 協力：DREAMUSIC
- 衣装協力：One spo、one-way